# 23e arrondissement de Budapest
Le 23e arrondissement de Budapest (hongrois : Budapest XXIII. kerülete ou Soroksár) est un arrondissement de Budapest, capitale de la Hongrie.

## Localisation
Le 23e arrondissement est situé au sud de Budapest.

## Quartiers
L'arrondissement contient les quartiers suivants :
- Millenniumtelep
- Soroksár
- Soroksár-Újtelep